# نیکل(II) اکسید
نیکل(II) اکسید (به انگلیسی: Nickel(II) oxide) با فرمول شیمیایی NiO یک ترکیب شیمیایی با شناسه پاب‌کم ۱۴۸۰۵ است. که جرم مولی آن ۷۴٫۶۹۲۸ g/mol می‌باشد. این ترکیب تنها اکسید پایدار نیکل است. فرم کانی اکسید نیکل بونزنایت بسیار نادر و کمیاب است و به عنوان اکسید پایه فلزی پایه طبقه‌بندی می‌شود. شکل ظاهری این ترکیب، بلورهای جامد سبز رنگ است. معمولترین حالت اکسیداسیون نیکل، ۲+ است و این در حالی است که نیکل ۳+ و ۱+ نیز به ندرت مشاهده می‌شوند.

## روش تولید
پودر نیکل در حرارت ۴۰۰ درجه سلسیوس با اکسیژن هوا واکنش داده و اکسید نیکل (NiO) تولید می‌شود اما ساده‌ترین و موفقترین روش برای تولید اکسید نیکل، تجزیه ترکیبات نیکل تک ظرفیتی (II) مانند نیترات، هیدروکسید یا کربنات توسط حرارت است که منجر به تولید پودر سبز روشن می‌شود.

## کاربردها
اکسید نیکل در صنایع شیمیایی زیادی مصرف دارد به مانند برنامه‌های کاربردی تخصصی که برای کاربردهای نسیتا خالص استفاده می‌شود، و به‌صورت عمده در تولید آلیاژ‌های خالص از نیکل که درصنعت سرامیک به مقدار زیاد مورد مصرف قرار می‌گیرد. گرمایش اکسید نیکل با هیدروژن یا کربن یا منواکسید کربن باعث احیاء نیکل فلزی می‌شود؛ به منظور تولید نیکلیت "Nickelate" اکسید نیکل را با اکسید سدیم و پتاسیم در دمای بالای ۷۰۰ درجه سلیوس حرارت می هند.